# Годограф

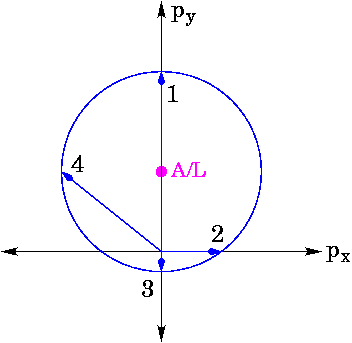
Малюнок показує годограф вектора сили, що діє на частинку в центральному полі тяжіння (задача Кеплера)

Годо́граф (від грец. όδός — шлях, рух, напрям і грец. γράφω — пишу) у механіці — крива, що є геометричним місцем кінців змінного (що змінюється з часом) вектора, значення якого в різні моменти часу відкладені від загального початку О.
Поняття годографа було введене ірландським математиком ученим Вільямом Гамільтоном. Годограф дає наочне геометричне уявлення про те, як змінюється з часом фізична величина, що зображається змінним вектором, і про швидкість цієї зміни, що має напрям дотичною до годографа. Наприклад, швидкість точки є величиною, що зображається змінним вектором v. Відклавши значення, які має вектор v в різні моменти часу, від початку О, отримаємо годограф швидкості; при цьому величина, що характеризує швидкість зміни швидкості в точці М, тобто прискорення (у цій точці), має для будь-якого моменту часу напрям дотичній до годографа швидкості у відповідній його точці М’.
У геофізиці годограф — математичне відношення часу який проходить хвиля до відстані, яку вона проходить.